# تنبل (جانور)
تنبل‌ها شش گونه پستاندار درخت‌پیما از شگفت‌بندان هستند که در دو خانوادهٔ زیستی Megalonychidae (تنبل‌های دوانگشتی) و Bradypodidae (تنبل‌های سه‌انگشتی) طبقه‌بندی می‌شوند. تمامی آن‌ها در قلمرو نوگرمسیری زیست کرده و بومی جنگل‌های باران‌خیز استوایی آمریکای مرکزی و آمریکای جنوبی هستند.

## ریشه نام‌گذاری
نام تنبل به علّت آهستگی و کندی بسیار زیاد حرکات این جانور بر روی این جانور گذاشته شده‌است که این تنبلی در واقع یک سازگاری متابولیک برای کاهش مصرف انرژی است.
تنبل‌ها همان‌گونه که از نامشان مشخص است یکی از کندترین جانوران سیاره زمین هستند و نام آن‌ها به نوعی مترادف با تصاویر صحنه آهسته است.

## ویژگی‌ها
بیشینه سرعت حرکتی آن‌ها ۴ متر در دقیقه است. در حقیقت، تنبل‌ها به قدری کند هستند که جلبک سبز روی آن‌ها رشد می‌کند. البته این جانوران شناگران خوبی هستند و می‌توانند با سرعت ۱۳٫۵ متر بر دقیقه شنا کنند.
بدن تنبل‌ها بسیار نیرومند است و میزبان انواعی از جلبک‌های سبز است که برای زندگی در بین موهای تنبل تکامل پیدا کرده‌اند و به استتار این جانور کمک می‌کنند و خود این خزه‌ها غذای انواعی از حشرات هستند. دمای بدن آن‌ها، نسبت به سایر پستانداران کمی پایین‌تر بوده و بین ۳۰ تا ۳۴ درجه متغیر است.
تنبل‌ها بینایی و شنوایی ضعیفی دارند و برای تغذیه بیشتر به بویایی و لامسه خود وابسته‌اند.

## طبقه‌بندی زیستی

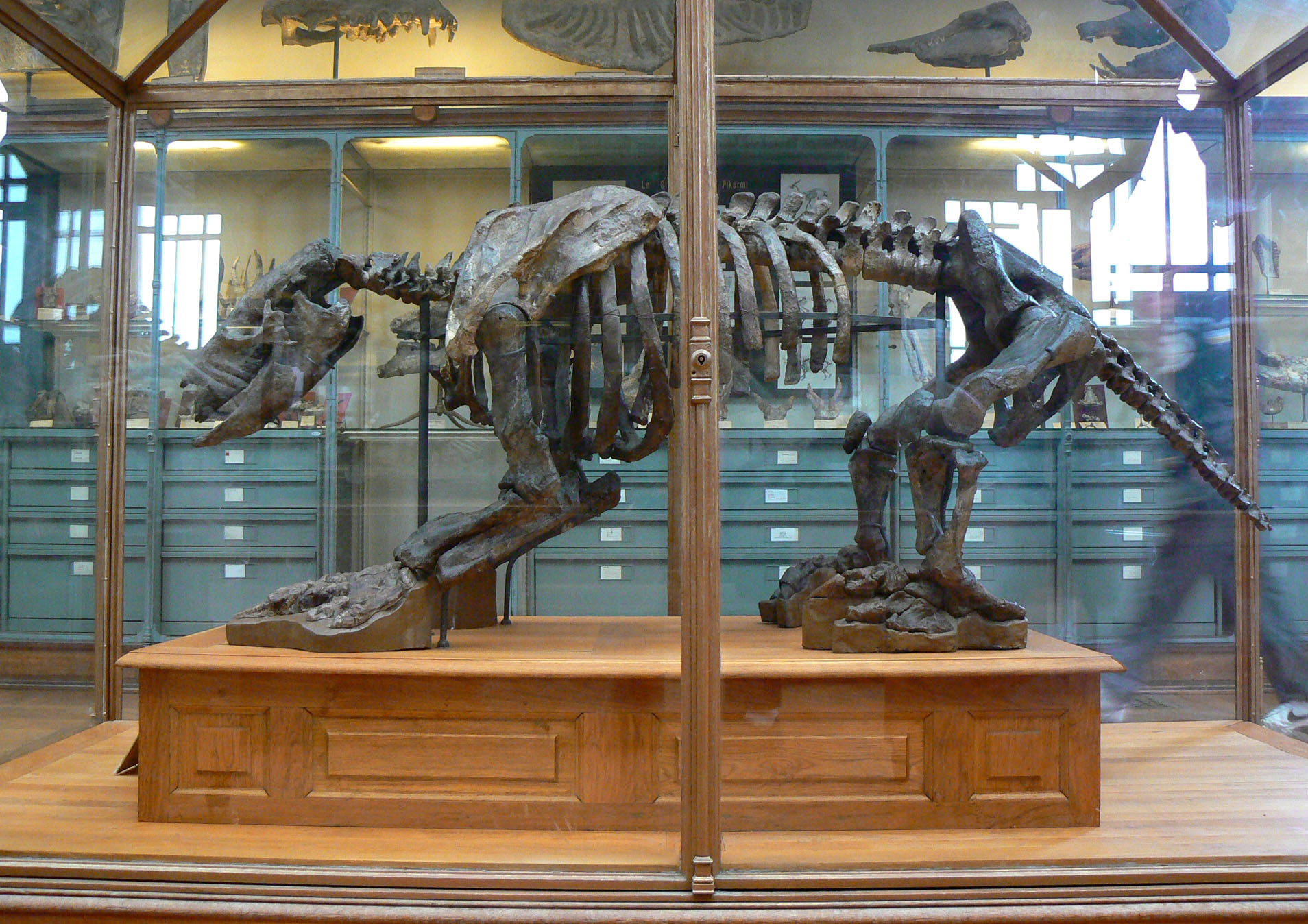
فسیل یک تنبل غول‌پیکر در

تنبل‌ها در راسته کرک‌دارسانان قرار می‌گیرند و نزدیک‌ترین خویشاوندانشان مورچه‌خوار و آرمادیلو است. گونه‌های زنده تنبل همگی زندگی درخت‌پیمایی دارند و تقریباً تمام عمر خود را روی درختان می‌گذرانند و فقط برای عمل دفع به پایین درخت می‌آیند. اما در گذشته تنبل‌های غول‌پیکر با زندگی زمینی که برخی از آن‌ها تقریباً به اندازه فیل بودند و تنبل‌های دریایی هم وجود داشتند که اکنون منقرض شده‌اند.
تنبل‌ها در دنیا ۶ گونه مختلف دارند که متعلق به دو خانواده تنبل‌های دوانگشتی (پاها دارای سه انگشت و دست‌ها دارای دو انگشت) و تنبل‌های سه‌انگشتی (پاها و دست‌ها دارای سه انگشت) هستند. تنبل‌های سه‌انگشتی، رژیم غذایی کم‌کالری‌ای دارند که صرفاً از برگ چند نوع از درختان تشکیل می‌شود، از این‌رو ناچارند تا متابولیسم پایینی داشته باشند تا فعالیت‌های حیاتی بدنشان با مشکلی مواجه نشود. اما تنبل‌های دوانگشتی طیف وسیع‌تری از غذاها که شامل میوه‌ها، حشرات، گیاهان و گاهی مارمولک‌های کوچک می‌شود را تغذیه می‌کنند. این دو گروه به هم شبیه‌اند، ولی اعتقاد دانشمندان بر این است که با هم خویشاوندی نزدیکی ندارند و دچار فرگشت موازی شده‌اند.

## زیست‌شناسی
یک جانور تنبل، حدود ۱۵ ساعت در شبانه‌روز می‌خوابد. در این مدت آرام‌تر نفس می‌کشد، ضربان قلبش کند می‌زند؛ حتی سرعت هضم غذا هم در بدنش کاهش می‌یابد. تنبل‌ها فقط یک بار در هفته غذا می‌خورند. همواره بر روی درختان زندگی می‌کنند و تنها برای زادآوری ممکن است بر روی زمین بیایند. در صورتی که خطری جدی آن‌ها را تهدید کند تا ۴ متر در دقیقه می‌توانند جابه‌جا شوند. بهترین روش فرار آن‌ها، سقوط در آب و سپس شنا کردن است زیرا در آب شناگرهای بهتری به‌شمار می‌آیند و عموماً درختانی که زیر آن‌ها آب وجود دارد را به دیگر درختان ترجیح می‌دهند. این جانور با کاهش متابولیسم و تقلیل ضربان قلب به یک‌سوم میزان طبیعی، می‌تواند تا ۴۰ دقیقه در زیر آب بماند. سرعت پایین حرکت در تنبل‌ها باعث کمتر دیده شدن و حفاظت از آن‌ها در برابر پرندگان شکاری و گربه‌سانان می‌شود.

## تولید مثل
تنبل‌های ماده، معمولاً یک بچه به دنیا می‌آورند. بچه تنبل بعد از تولد به مدّت ۹ ماه روی بدن مادرش در حالت آویزان زندگی می‌کند و به بدن مادرش می‌چسبد و کاملاً به مادرش وابسته است. تنبل‌ها، برای به دنیا آوردن بچه‌هایشان محل زندگی خود را ترک نمی‌کنند و لانه‌ای نیز نمی‌سازند بلکه جانور ماده از شاخه آویزان می‌شود. وقتی نوزاد تنبل به دنیا می‌آید به سبب پنجه‌های قوی محکم به موهای بدن مادرش می‌چسبد. ۹ ماه دیگر را هم روی بدن مادرش به سر می‌برد. بعد از ۹ ماه می‌تواند روی پای خود بایستد.

## تهدیدها
دشمن طبیعی تنبل‌ها عقاب هارپی و جگوار است و در صورتی که در آب سقوط کنند ممکن است طعمه تمساح‌ها یا آناکونداها شوند. همگی شش گونه تنبل‌ها در آمریکای مرکزی و جنوبی پراکنش دارند. رده‌بندی IUCN چهار گونه از تنبل‌ها در دسته کمتر تهدید شده قرار گرفته‌اند، یک گونه در دسته آسیب‌پذیر و یک گونه به شدت در خطر انقراض است.
بیشترین تهدید تنبل‌ها در حال حاضر شکار غیرمجاز و تخریب زیستگاه است.

## نگارخانه

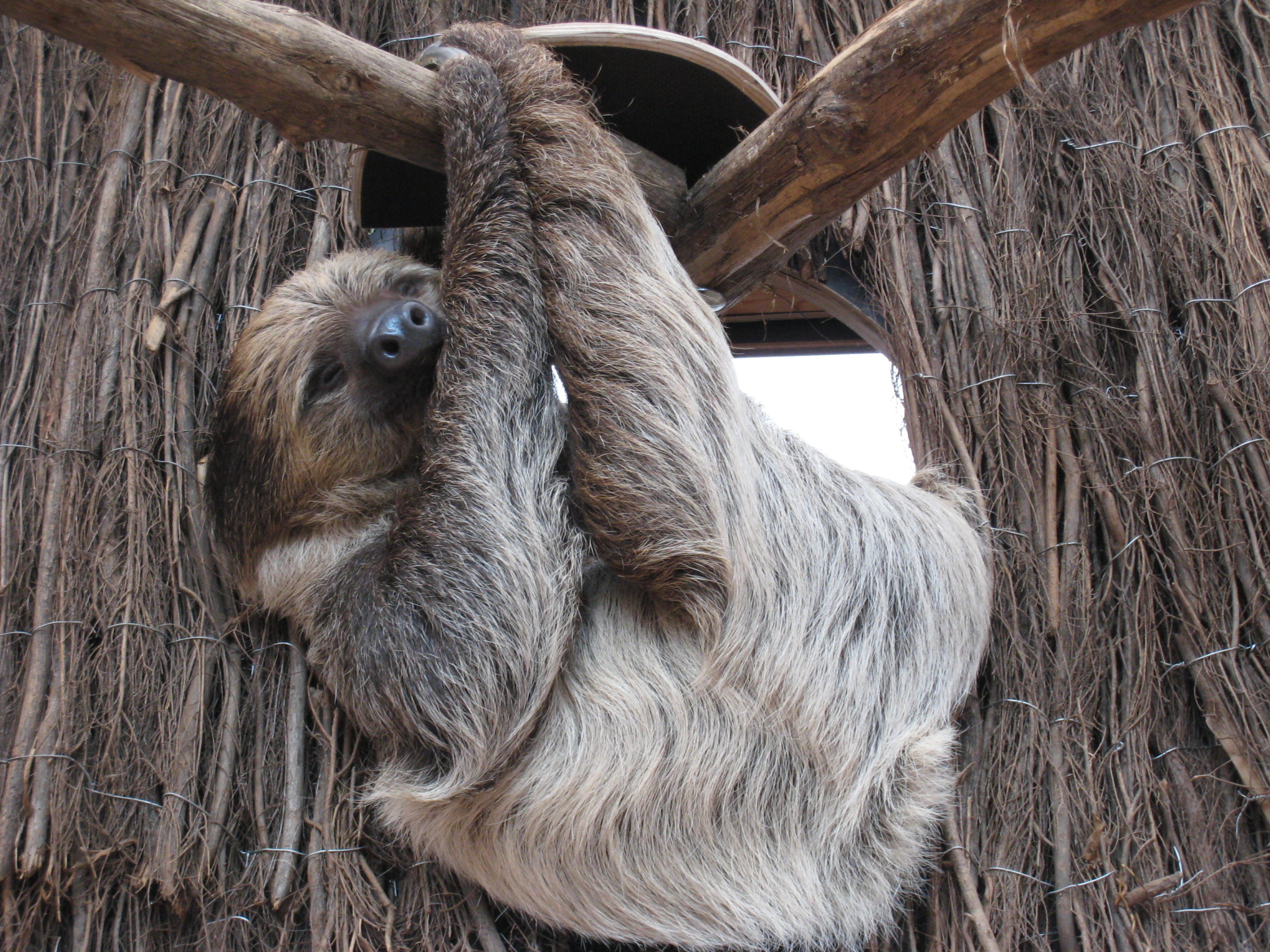
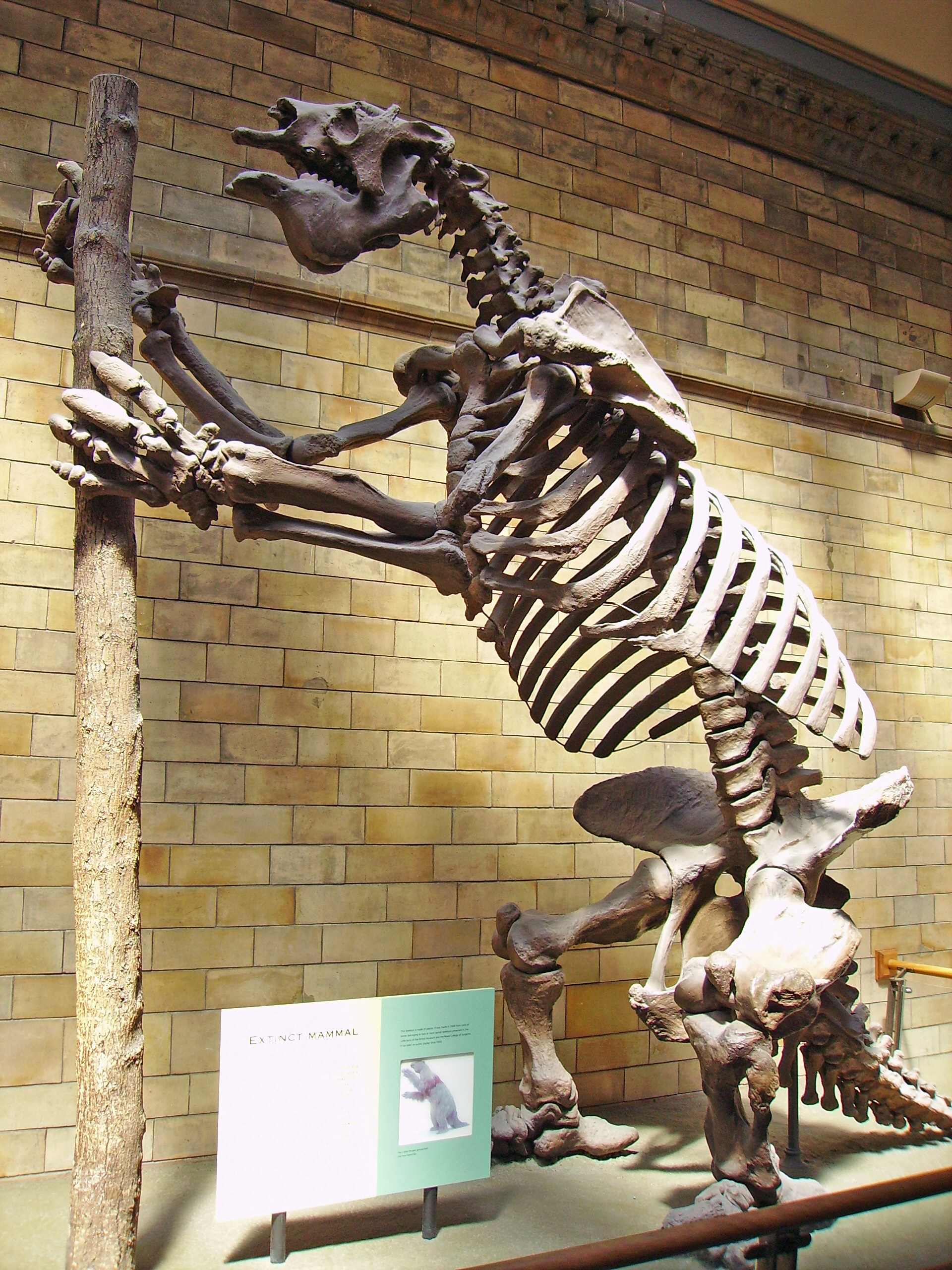
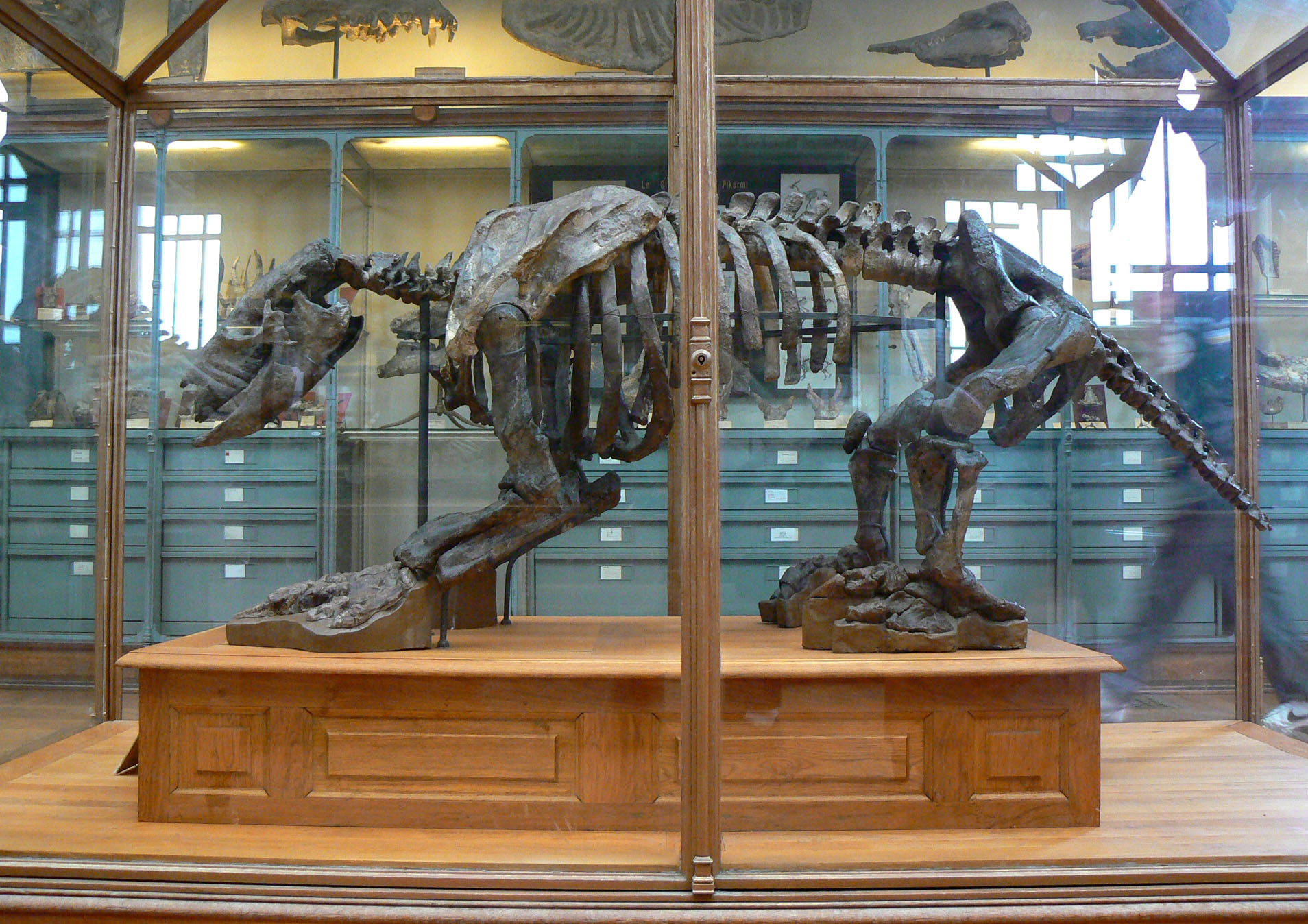